# William Armson

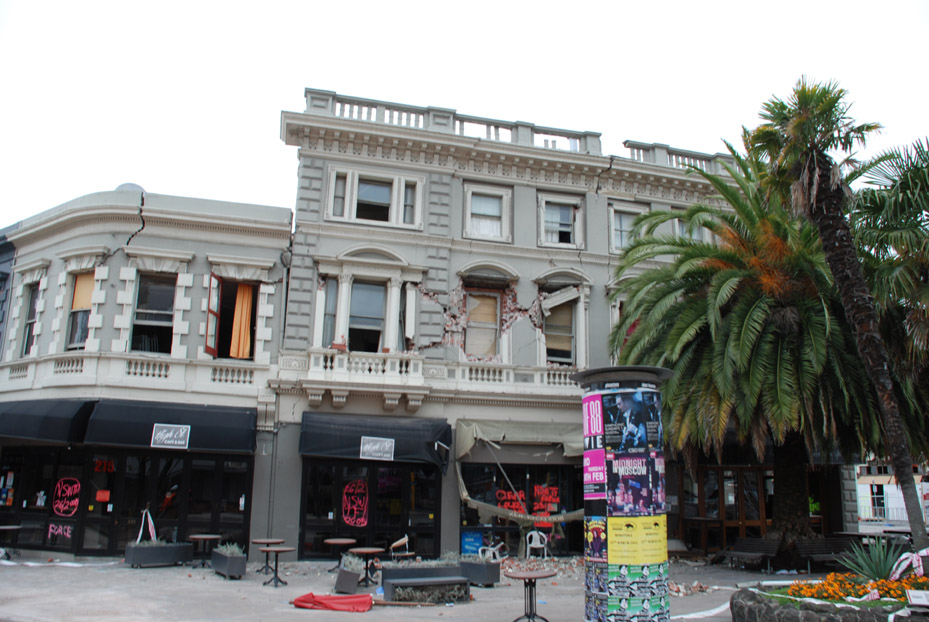
Excelsior Hotel in Christchurch

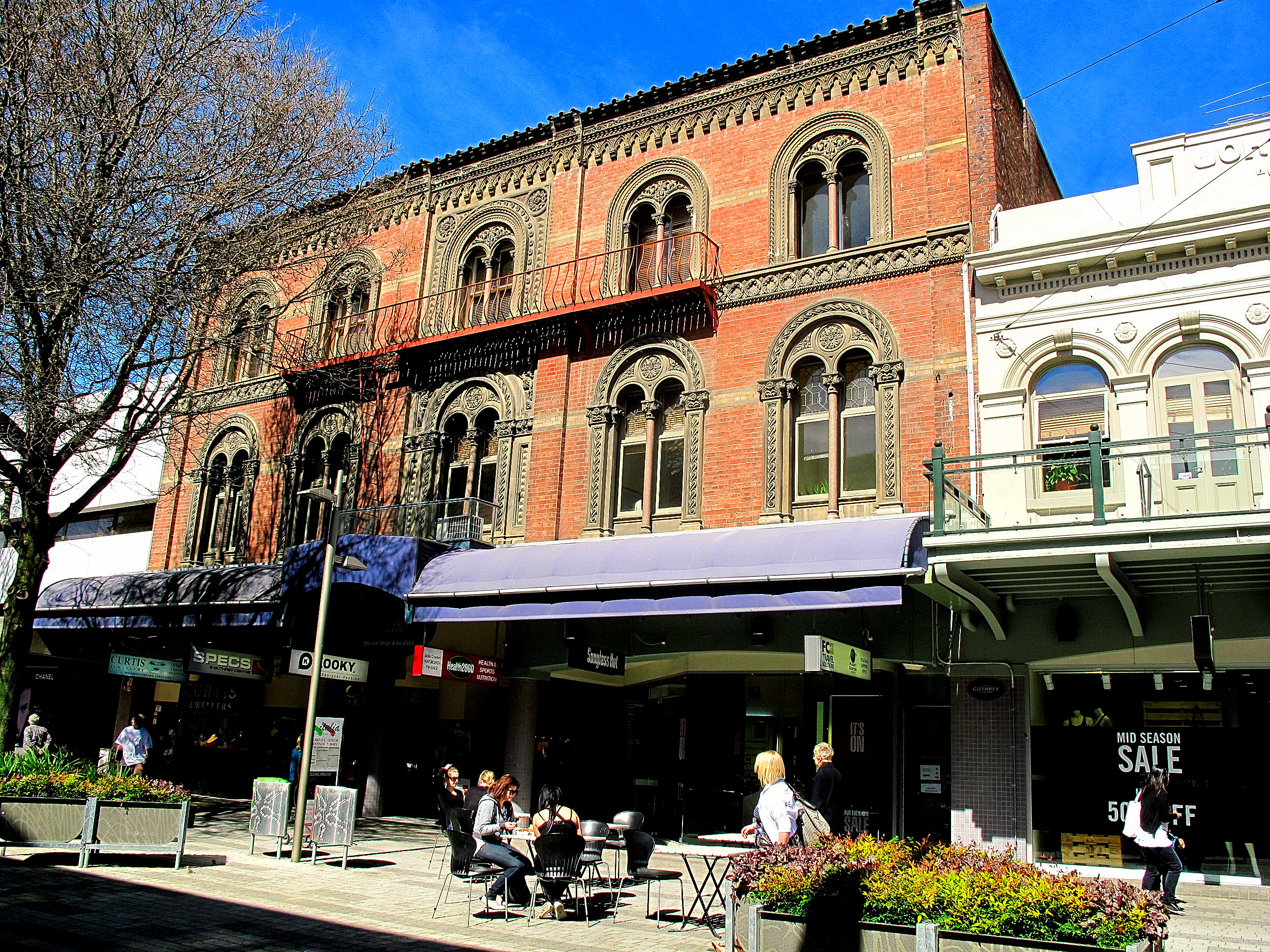
Guthrey Centre in Christchurch

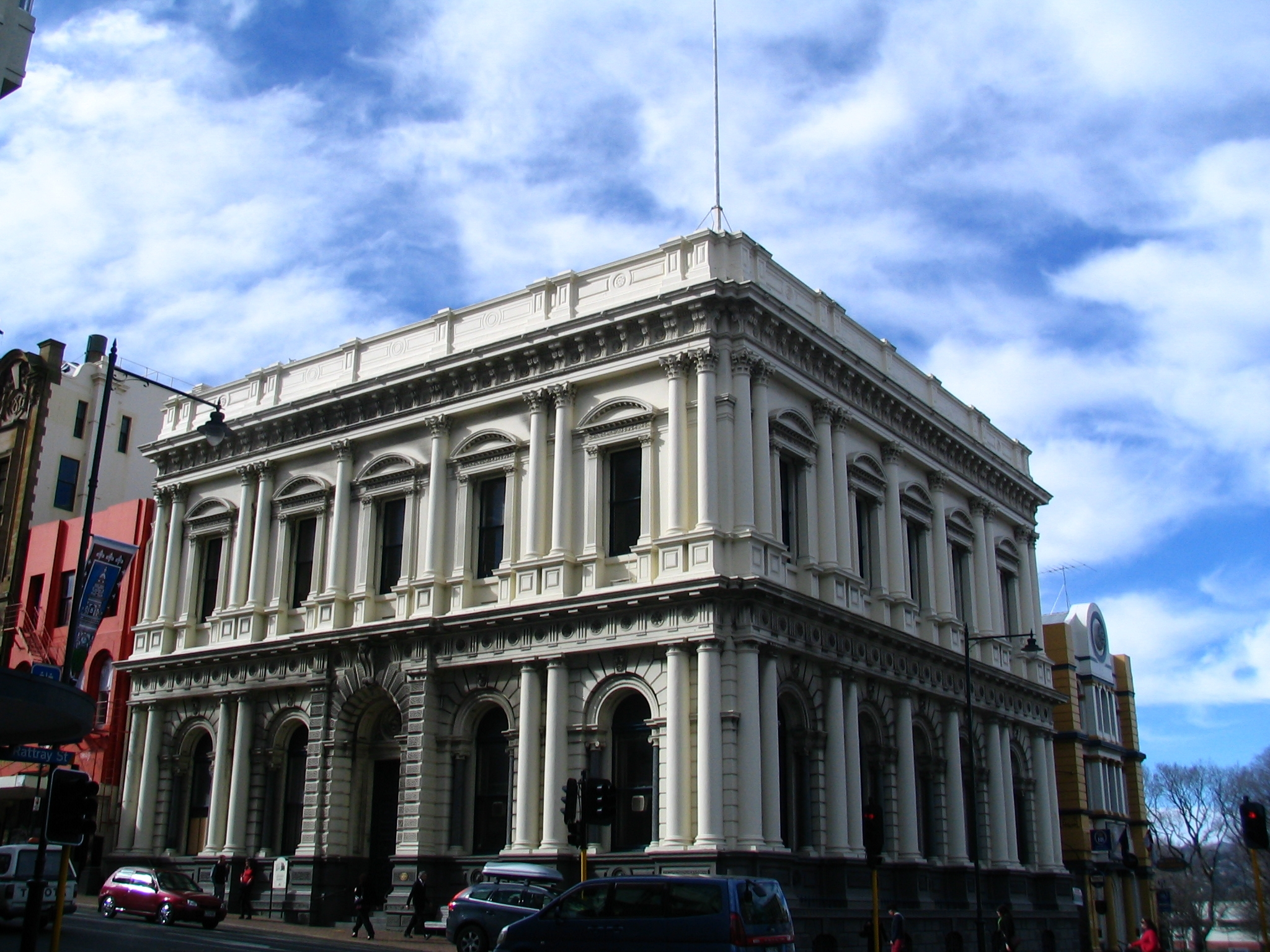
Bank of New Zealand, Dunedin, 2009

William Barnett Armson (* 1832 oder 1833 in London; † 25. Februar 1883 in Christchurch) war ein neuseeländischer Architekt, Vermesser und Ingenieur. Er war Mitgründer der Canterbury Association of Architects und Architekt der  Provinzregierung. Er gründete 1870 das Architektenbüro Armson, Collins and Harman, das bis 1993 existierte und damals das zweitälteste in Neuseeland war. Sein wichtigstes Werk war die Filiale der Bank of New Zealand in Dunedin.
Armson entwarf in Neuseeland zahlreiche Gebäude, darunter Banken, Kirchen, Schulen und Ladengeschäfte. Seine Geschäftsgebäude orientierten sich stilistisch an der Architektur der Renaissance. Die Banken und Bürogebäude waren für ihre lehrbuchmäßiges und strikt korrekte Form bemerkenswert. Sie sind ein gutes Beispiel für die Architekturschule von  Andrea Palladio.

## Frühe Jahre
Armson wurde 1832 oder 1833 in London geboren. Sein Vater, Francis William Armson, war Vermesser, Bauunternehmer und später auch Architekt. Seine Mutter war Jane Barnett. Armson erhielt seine Ausbildung in Melbourne. Seine Familie immigrierte 1852 nach Neuseeland, zog aber 1884 nach Melbourne in Australien weiter.

## Berufsleben
Armson lernte sechs Jahre bei der Architektur- und Ingenieurfirma Purchas and Swyer in Melbourne. Er eignete sich Kenntnisse in Architektur, Ingenieurswesen und Vermessung an.
1861 beantragte Armson ein Patent für Straßenwerbung in Form beleuchteter Displays, da er keine Zeichnung beilegte, hielt er jedoch kein Patent auf das später allgemein verbreitete Werbemittel.
Armson kehrte während des Goldrausches in Otago im Jahr 1862 nach Neuseeland zurück, wo er Anstellung als Bauzeichner in der Abteilung für Ingenieurswesen der Provinzregierung fand. Bald wurde er zum Assistenzarchitekten befördert. Nach seinem Ausscheiden aus dem Staatsdienst praktizierte Armson ab 1864,  in Dunedin. 1865 überwachte er in Oamaru den Bau der St Luke's Church.
Armson war neben Nathan Thornley Partner der in Oamaru angesiedelten Firma Thornley and Armson. Das Büro arbeitete in Architektur, Ingenieurwesen, Vermessung und der Immobilienbranche. Nachdem die Firma sich 1865 aufgelöst hatte, zog Armston ein Büro in den Oamaru House Chambers, 5 Thames Street.
1866 eröffnete er ein Architekturbüro in Hokitika und entwarf zahlreiche Bauwerke an der Westküste, darunter die Hokitika Town Hall (1869).
1870 verlegte er sein Tätigkeitsfeld nach Christchurch. Hier entstanden seine bedeutendsten Werke, darunter die Public Library (Christchurch, 1875), die  Filiale der Bank of New Zealand in Lyttelton (1878), die Filiale der Bank of New Zealand in der Princes Street in Dunedin (1879), die Christchurch Girls' High School (1880) und die St Mary’s Church in Timaru (1880). Bis zu seinem Tod blieb er der führende Architekt für Geschäftshäuser in Christchurch.
Armson starb am 25. Februar 1883 in Christchurch. Er wurde auf dem Barbadoes Street Cemetery begraben. Die Macmillan Brown Library der University of Canterbury bewahrt viele seiner Zeichnungen auf.
100 Jahre nach seinem Tod richtete die Christchurch Art Gallery eine Ausstellung seiner Originalzeichnungen und -pläne aus. 1983 erschien Art New Zealand ein Artikel „Lost and Found: The Architecture of WB. Armson“  zum Gedenken an sein Werk.
Armson war Gründungsmitglied des Canterbury Club. Er erhielt 1872 den Auftrag für den Entwurf eines neuen Clubhauses, den er aber wegen gesundheitlicher Problemen und anderer Aufträge ausschlug. Er war 1872 eines der Gründungsmitglieder der Canterbury Association of Architects.

## Wichtige Werke
- St Luke's Church, Oamaru (Bauüberwachung, 1865), Als Historic Place Category 1 unter Nummer 4365  registriert.
- Hokitika Town Hall (1869)
- Public Library, Christchurch(1875)
- Filiale der Bank of New Zealand in Lyttelton (1878)
- Filiale der Bank of New Zealand, Dunedin (1879)[16]
- New Zealand Loan and Mercantile Woolstore, 116-118 Durham Street, Christchurch (1881), Woll- und Getreidelager der New Zealand Loan and Mercantile Company. Vom NZHPT unter Nummer 3672 als Baudenkmal registriert, nach dem Erdbeben 2011 abgebrochen.[17]
- Cranmer Centre, Cranmer Square, Christchurch, damals Sitz der Christchurch Girls' High School (1880, eröffnet 1881)
- Fisher's Building, Hereford Street, Christchurch (1881).[18][19]
- Christchurch Boys' High School (eröffnet 1881).[20]
- Excelsior Hotel (1881), Baudenkmal.[21]
- Church of St. Mary in Timaru (1881).[22]
- Anderson Building (später Guthrey Centre), 126 Cashel Street, Christchurch (1881).[1] Das Gebäude wurde an der Straßenseite der Eisengießerei Anderson's Foundry erbaut, um für deren Besitzer John Anderson (1820–1897) Büros und Läden zu beherbergen. Vom NZHPT unter Nummer 3669 als Category 1 historic place registriert. Abgebrochen nach dem Erdbeben 2011.[17]
- Harald's Building, Lichfield Street (1881).[23]
- Library Chambers (1875), stilistisch angelehnt an venezianische Gotik[24][19]
- Librarian's House, Ecke 109 Cambridge Terrace und Hereford Street, Christchurch (1894). Zweistöckiges Ziegelsteinwohnhaus für den Leiter der Bibliothekar der Christchurch Public Library. Vom NZHPT unter Nummer 3704 als Historic Place Category 2 registriert, nach Erdbeben 2011 abgebrochen.[25]